# Olimpiada (film 1938)
Olimpiada (niem. Olympia) – niemiecki film dokumentalny z 1938 r. w reżyserii Leni Riefenstahl opowiadający o Letnich Igrzyskach Olimpijskich w Berlinie w 1936 r. Film składa się z dwóch części: Olympia 1. Teil – Fest der Völker (Święto Narodów) i Olympia 2. Teil – Fest der Schönheit (Święto Piękna). Jest to pierwszy pełnometrażowy dokument o igrzyskach olimpijskich, jaki kiedykolwiek powstał. Film stał się głośny również z powodu zastosowania wielu nowatorskich technik, takich jak podkreślające kontrast oświetlenie (w tym zdjęcia pod światło), ustawienia kamery pod nietypowymi kątami, duża dbałość o wysoką jakość techniczną zdjęć oraz dynamiczny, często asynchroniczny montaż sceny. Wszystkie te nowatorskie osiągnięcia, które wprawiły w zachwyt widzów, stały się później standardami w przemyśle filmowym. Obraz ze względu na swój polityczny kontekst stał się źródłem kontrowersji, niemniej pojawia się on na listach największych filmów wszech czasów, włącznie z rankingiem tygodnika Time.

## Wersje
Pomysł na film pojawił się w 1936 r., kiedy Adolf Hitler poprosił Riefenstahl, żeby zrealizowała obraz o igrzyskach olimpijskich w Berlinie. Miał on nie tylko upamiętniać to wydarzenie, ale też być propagandową apoteozą możliwości organizacyjnych i finansowych Rzeszy. Sama reżyserka utrzymywała, że został on zlecony przez Międzynarodowy Komitet Olimpijski.
Olimpiada została wydana w trzech wersjach: niemieckiej, francuskiej i angielskiej, pomiędzy którymi istnieją drobne różnice, w długości i kolejności poszczególnych scen. O ile pierwsza część została zrealizowana z myślą o widzach niemieckich, o tyle druga adresowana była głównie na rynek zagraniczny.
Zwyczajem Riefenstahl było ponowne montowanie filmu przed nowym wydaniem każdej wersji. Przykładowo w pierwotnej wersji słynna scena skoków do wody trwała cztery minuty, a w późniejszych została skrócona do około 50 sekund.
Po premierze film nie był zbyt często wyświetlany w krajach anglojęzycznych. W 1955 r. Riefenstahl zgodziła się usunąć z niego trzyminutowy materiał filmowy z Hitlerem, by mógł on być wyświetlany w Muzeum Sztuki Nowoczesnej w Nowym Jorku. Ta sama wersja była też emitowana w zachodnioniemieckiej telewizji i w kinach na całym świecie.

## Przyjęcie filmu
Uroczysta premiera Olimpiady odbyła się 20 kwietnia 1938 r., w dniu czterdziestych dziewiątych urodzin Hitlera. Film odniósł wielki sukces w Niemczech, a na świecie był przyjmowany z entuzjazmem i uznaniem. The Daily Telegraph stwierdził, że film jest „technicznie nawet bardziej olśniewający” niż Triumf woli. Z kolei The Times napisał o nim, że jest „wizualnie zachwycający”, a kilka scen nazwał tak niezwykłymi, że aż abstrakcyjnymi. Dzięki temu obrazowi reżyserka znalazła się u szczytu kariery, a Międzynarodowy Komitet Olimpijski nagrodził ją złotym medalem.
Kilka miesięcy po premierze w Europie Riefenstahl przybyła do USA, żeby rozreklamować film, jednak nie była tam już witana z takim zachwytem. Nowojorskie gazety pisały o niej jako reprezentantce nazistowskiego reżimu. Reżyserka przyjechała do Nowego Jorku pięć dni przed Nocą kryształową, jednak kiedy wiadomość o tym wydarzeniu dotarła do Ameryki, Riefenstahl utrzymywała, że Hitler jest niewinny. To wydarzenie praktycznie zakończyło jej podróż po Stanach, a widzowie i środowiska twórców zbojkotowały film. Jeszcze w 1937 r. dziennikarzowi Detroit News powiedziała: „Dla mnie Hitler jest największym człowiekiem, jaki kiedykolwiek żył. On naprawdę jest bez skazy, tak prosty, a jednocześnie pełen męskiej siły”.